# Поль П'яже (веслувальник)
Поль П'яже (1905) — швейцарський академічний веслувальник.
Бронзовий призер Олімпійських Ігор 1920 року в складі розпашної двійки зі стерновим.
Срібний призер Чемпіонату Європи 1920 року в складі розпашної двійки зі стерновим.